# 反馬來情緒
反馬來情緒，是指針對馬來人的反感情緒，主要存在於泰國和新加坡，同樣以馬來人居多的馬來西亞也存在同樣的觀點。

## 泰國
泰國南部，特別是北大年府是泰國馬來人的家園，在18世紀泰國攻佔了這個馬來人王國。但泰國政府一般稱他們是泰國穆斯林，不稱他們是馬來人，馬來人的身份認同被泰國阻止。由於這樣的泰化政策，在年輕馬來人中馬來語的流暢程度正在下降。

## 新加坡
新加坡成為英國殖民地前，曾是一個蓬勃發展的馬來漁村。按照馬來紀年說法，一個蘇門答臘巨港王國的王子叫桑·尼拉·烏達馬在1299年成立了古新加坡。然而，新加坡成為現代化城市卻是當萊佛士爵士在1819年來到英國開始進行管理後，之後中國和印度的移民湧入。新加坡與沙巴和砂拉越於1963年9月16日加入馬來西亞聯邦，但於1965年8月9日從馬來西亞分離，成為一個華裔佔多數的多種族共和國。
在20世紀70年代，華語從其他中國方言中提升為官方語言，創建特別輔助計劃學校提供華語教育，而其他學校如伊斯蘭學校則被忽視，這導致一些馬來人感到他們受到歧視。
馬來人的忠誠在新加坡引起辯論，此前前印尼總統哈比比稱，新加坡武裝部隊存在對馬來人的歧視。新加坡政府一直在馬來人忠誠問題上持謹慎態度。2008年，時任總理李顯龍提到，馬來人或少數族裔不太可能很快當選為總理。